# Champteussé-sur-Baconne
Champteussé-sur-Baconne korábbi község Franciaország Loire mente régiójában, Maine-et-Loire megyében. 2016. január 1-jén Chenillé-Changé községgel egyesült és Chenillé-Champteussé új község része lett.
Lakosainak száma 214 fő (2018. január 1.). Champteussé-sur-Baconne Chenillé-Changé, Marigné, Querré, Sceaux-d’Anjou, Thorigné-d’Anjou, Montreuil-sur-Maine és Chambellay községekkel határos.

## Népesség
A település népességének változása:
| Lakosok száma | 276  | 243  | 217  | 183  | 187  | 228  | 228  | 360  | 218  | 214  |
|               | 1962 | 1968 | 1975 | 1990 | 1999 | 2008 | 2013 | 2016 | 2017 | 2018 |